# 데데킨트 에타 함수

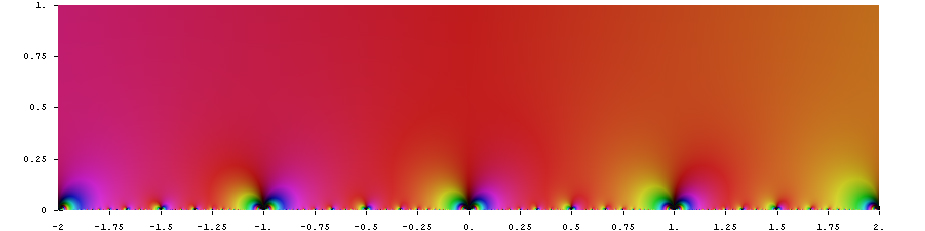
데데킨트 에타 함수의 그래프

수학에서 데데킨트 에타 함수(Dedekind eta function)은 복소평면의 열린 상반평면 위에 정의된, 원환면의 모듈러 군 대칭을 따르는 정칙함수다. 리하르트 데데킨트의 이름을 땄다. 기호는 그리스 소문자 에타{\displaystyle \;\;\eta (\tau )}

## 정의
열린 상반평면을 {\displaystyle \mathbb {H} }라고 쓰자. 데데킨트 에타 함수 {\displaystyle \eta \colon \mathbb {H} \to \mathbb {C} }는 다음과 같은 함수이다.
{\displaystyle \eta (\tau )=\exp(\pi i\tau /12)\prod _{n=1}^{\infty }\left(1-\exp(2n\pi i\tau )\right)}.
보통 {\displaystyle q(\tau )=\exp(2\pi i\tau )}를 정의한다. 그렇다면 에타 함수의 정의는 다음과 같이 더 간단해진다.
{\displaystyle \eta (\tau )=q^{1/24}\prod _{n=1}^{\infty }(1-q^{n})}.

## 성질
데데킨트 에타 함수는 열린 상반평면 위에서 정칙함수이나, 복소 평면 전체로 해석적 연속할 수 없다.

### 함수 방정식
데데킨트 에타 함수는 무게(weight)가 ½이고 준위(level)가 1인 모듈러 형식이다. 즉, 모듈러 군 {\displaystyle \Gamma _{0}(1)}에 대하여 무게 ½로 변환한다. 즉, 데데킨트 에타 함수는 구체적으로 다음과 같은 항등식을 만족한다.
{\displaystyle \eta (\tau +1)=\exp(\pi i/12)\eta (\tau )}
{\displaystyle \eta (-1/\tau )={\sqrt {-i\tau }}\eta (\tau )}.
보다 일반적으로, 임의의 뫼비우스 변환
{\displaystyle \tau \mapsto {\frac {a\tau +b}{c\tau +d}}} ({\displaystyle ad-bc=1}, {\displaystyle c\geq 0})
에 대하여, 데데킨트 에타 함수는 다음과 같은 성질을 만족한다.
{\displaystyle \eta \left({\frac {a\tau +b}{c\tau +d}}\right)=\epsilon (a,b,c,d)(c\tau +d)^{\frac {1}{2}}\eta (\tau )}.
여기서
{\displaystyle \epsilon (a,b,c,d)=\exp(i\pi b/12)} ({\displaystyle c=0,d=1}인 경우)
{\displaystyle \epsilon (a,b,c,d)=\exp \left(i\pi \left((a+d)/(12c)-s(d,c)-1/4\right)\right)} ({\displaystyle c>0}인 경우)
여기서
{\displaystyle s(h,k)=\sum _{n=1}^{k-1}{\frac {n}{k}}\left({\frac {hn}{k}}-\left\lfloor {\frac {hn}{k}}\right\rfloor -{\frac {1}{2}}\right)}
를 데데킨트 합(Dedekind sum)이라고 한다.

### 특별한 값
함수 방정식 등을 사용하여, 다음과 같은 특별한 값들을 계산할 수 있다.
{\displaystyle \eta (i)={\frac {\Gamma (1/4)}{2\pi ^{3/4}}}}
{\displaystyle \eta (i/2)={\frac {\Gamma (1/4)}{2^{7/8}\pi ^{3/4}}}}
{\displaystyle \eta (2i)={\frac {\Gamma (1/4)}{2^{{11}/8}\pi ^{3/4}}}}
{\displaystyle \eta (4i)={\frac {{\sqrt[{4}]{-1+{\sqrt {2}}}}\Gamma (1/4)}{2^{{29}/16}\pi ^{3/4}}}}
여기서 {\displaystyle \Gamma (1/4)\approx 3.626}는 감마 함수이다.

## 같이 보기
- 데데킨트 제타 함수

## 참고 문헌
1. ↑  Siegel, Carl Ludwig (1954년 6월). “A simple proof of {\displaystyle \eta (-1/\tau )=\eta (\tau ){\sqrt {\tau /i}}}”. 《Mathematika》 1 (1): 4–4. doi:10.1112/S0025579300000462.

- Köhler, Günter. 《Eta products and theta series identities》 (영어). Springer. doi:10.1007/978-3-642-16152-0. ISBN 978-3-642-16151-3. ISSN 1439-7382.